# Taïeb Louhichi
Taïeb Louhichi (àrab: الطيب الوحيشي, aṭ-Ṭayyib al-Wḥīxī) (Mareth, Tunísia, 16 de juny de 1948 - Tunis, Tunísia, 21 de febrer de 2018) va ser un director de cinema, guionista i cineasta tunisià. Les seves obres més conegudes inclouen el seu primer llargmetratge, Dhil al ardh (1982), Majnoun Layla (1989) i Raqsat errihu (2004).

## Primera vida i educació
Louhichi va néixer el 1948 a Mareth, Tunísia. Inicialment va estudiar literatura i va obtenir un doctorat en sociologia abans de passar al cinema. Louhichi va estudiar a l'Institut de Formation Cinématographique i l'Escola del carrer Vaugirard a París, França.

## Carrera
Louhichi va rodar diversos curtmetratges com Mon village, un village parmi tant d'autres, guanyador del Tanit d'or a les Jornades Cinematogràfiques de Cartago el 1972, El Khammes (El aparcer), premiat en nombrosos festivals l'any 1976 i Cartago, anné 12.
Va estrenar el seu primer llargmetratge, Dhil al ardh, el 1982. que va guanyar diversos premis al 8è Festival Panafricà de Cinema i Televisió d'Ouagadougou (FESPACO), inclòs el de millor guió. El debut de Louhichi també es va projectar a la Setmana Internacional de la Crítica al 35è Festival Internacional de Cinema de Canes.
El 1989, Louhichi va rodar i va llançar Majnoun Layla, que va ser seleccionada per a la competició a la 46a Mostra Internacional de Cinema de Venècia. Dos anys més tard, Majnoun Layla va guanyar el Premi del Públic a la inauguració del Festival del Cinema Africano, d'Asia e America Latina di Milano el 1991. També va ser nomenat Chevalier de l'Ordre des Arts et des Lettres a França.
Louhichi va patir ferides greus en un accident de cotxe el 2006 als Emirats Àrabs Units mentre visitava el país per presidir el jurat d'un festival de cinema dels Emirats.
El 2011, va filmar el documental Les Gens de l'étincelle sobre la revolució de Tunísia. Va estrenar L'Enfant du soleil el 2013. La seva última pel·lícula, La Rumeur de l'eau es va estrenar, pòstumament, als cinemes de Tunísia el 2 de març de 2018.
El 2020, la seva ciutat natal, Mareth, organitza la primera edició del Taïeb Louhichi Film Festival.

## Filmografia

### Llargmetratges
- 1982 : Dhil al ardh
- 1989 : Majnoun Layla[8]
- 1998 : Noces de lune[9]
- 2003 : Raqsat errihu
- 2013 : Toefl Al-Shams[10]
- 2017 : La Rumeur de l'eau'[11]

### Curtmetratges
- 1970 : Masques
- 1971 : Loge d'artiste
- 1971 : Le Cri de pierre
- 1971 : Labyrinthes
- 1973 : Ziara ou visite à l'aïeul marabout[12]
- 1975 : El Khammès[13]
- 1978 : Carthage an 12 (Carthage, Year 12)[14]
- 1994 : Le chant du Baye Fall[15]
- 1995 : La Cité des sciences à Tunis[16]
- 1999 : La Force des petits[17]
- 2000 : Le Fil d'Oumou Sy[18]

### Documentals
- 1972 : Mon village, un village parmi d'autres[19]
- 1977 : Le Temps d'apprendre[20]
- 1983 : Gabès, l'oasis et l'usine[21]
- 1987 : Gorée, l'île du grand-père[22]
- 1990 : La Famille productive[23]
- 1992 : Écrans d'Afrique[24]
- 1994 : Kër Jo Ouakam[25]
- 2004 : Opéra Ibn Sina, le making-of[26]
- 2012 : Les Gens de l'étincelle[27]

## Mort
Taïeb Louhichi va morir el 21 de febrer de 2018, als 69 anys.

## Honors
- Festival de Cinema de Cartago (1972) : Tanit d'or (curtmetratge documental) per Mon village, un village parmi tant d'autres
- Festival de Cinema de Cartago (1976) : Premi de la Crítica (curtmetratge documental) per El Khammès[28]
- Festival Internacional del Curtmetratge d’Oberhausen (1977) : Premi Internacional del Jurat per El Khammès (The Sharecropper)
- Festival de Cinema de Cabourg (1977) : Premi especial del jurat i premi de la premsa per El Khammès[28]
- Festival Internacional del Curtmetratge de Lille (1977) : Premi per El Khammès[28]
- ACCT (1979) : Gran Premi (curtmetratge documental) per El Khammès[28]
- Festival Internacional de Cinema de Canes (1982) : Premi Unesco i menció del jurat ecumènic per Dhil al ardh[29]
- Fesival Internacional de Cinema de Mannheim-Heidelberg (1982) : Ducat d’Or per Dhil al ardh[30]
- Taormina Film Fest (1982) : City Prize and Italian Critic Prize for Dhil al ardh
- Festival Internacional de Cinema de Moscou (1983) : Premi especiald el jurat Dhil al ardh
- Fespaco (1983) : Millor guió i millor fotografia per Dhil al ardh
- International Film Festival Vues d'Afrique (1985) : Gran premi de Les Journées du cinéma africain de Montréal per Dhil al ardh[31]
- Fespaco (1991) : Millor edició de so per Majnoun Layla
- Festival del Cinema Africano, d'Asia e America Latina di Milano (1991) : Premi de l’audiència Majnoun Layla
- Rencontres cinématographiques de Dakar (1994) : Golden Dak RECIDAK per Kër Jo Ouakam[32]
- Festival Internacional de Cinema de Bari (1998) : Gran Premi per Noces de lune
- MNET (1998) : Premi als millors decorats Noces de lune[33]
- International Film Festival Vues d'Afrique  (1999) : Mention de la jeunesse aux Journées du cinéma africain
- Arab Film Festival Rotterdam (2004) : Premi Especial del Jurat per La Danse du vent[34]
- African Film Festival in Khouribga (2004) : Premi de La Cinéphilie i millor actor La Danse du vent
- Festival international du cinéma arabe de Gabès (2015) : Prix d'honneur pel total de la seva obra
- Ecrans Noirs Festival (2015) : Premi d’honor Charles Menzah pel treball del director
- Festival de Cinema Transsaharià de Zagora (2018) : Premi especial pel seu treball[35]
- Premi especial pel seu treball al Festival Internacional de Cinema d'Alexandria 2018[36] i al Festival de Cinema Mediterrani d'Annaba 2018[37]
- Premi d'Honor per tota la seva obra al Festival Internacional de Cinema Àrab de Gabès 2018
- Homenatge al seu treball a la Cinémathèque de Tunis 2018, al Cinema La Clef Paris 2018 (a càrrec de TV5 Monde Afrique, l'Organització Internacional de la Francofonia, el Gremi de Directors i Productors Africans, Cinemawon i CNCI Tunísia).
- Homenatge pel seu treball al Festival Panafrican de Cinema i Televisió de Ouagadougou 2019 i als Rencontres Cinématographiques de Dakar 2019.[38]